# Fermín Arrudi
Fermín Arrudi Urieta (Sallent de Gállego, 7 de juliol de 1870- 2 de maig de 1913) també anomenat El Gegant de Sallent, El Gegant Aragonès i localment o chigán aragonés fou un dels personatges més cèlebres de la història popular del Pirineu aragonès. La seva desmesurada alçada, 2,29 metres, va marcar per complet la seva vida i el va arrossegar al territori de la llegenda, on es va convertir en una figura gairebé mítica. Rafael Andolz ha escrit un llibre en el qual hi relata la seva vida.